# Club Deportivo Leganés 2017-2018
Questa voce raccoglie le informazioni riguardanti il Club Deportivo Leganés nelle competizioni ufficiali della stagione 2017-2018.

## Rosa
Rosa aggiornata al 19 maggio 2018.
| N. |                           | Ruolo | Calciatore               |
| -- | ------------------------- | ----- | ------------------------ |
| 1  | Spagna (bandiera)         | P     | Iván Cuéllar             |
| 2  | Spagna (bandiera)         | D     | Roberto Román Triguero   |
| 3  | Spagna (bandiera)         | D     | Unai Bustinza (capitano) |
| 4  | Arabia Saudita (bandiera) | A     | Yahya Al-Shehri          |
| 5  | Argentina (bandiera)      | D     | Martín Mantovani         |
| 6  | Spagna (bandiera)         | C     | Gerard Gumbau            |
| 7  | Marocco (bandiera)        | C     | Nordin Amrabat           |
| 8  | Brasile (bandiera)        | A     | Gabriel Appelt           |
| 9  | Spagna (bandiera)         | A     | Miguel Guerrero          |
| 10 | Marocco (bandiera)        | A     | Nabil El Zhar            |
| 11 | Argentina (bandiera)      | A     | Alexander Szymanowski    |
| 12 | Francia (bandiera)        | A     | Claudio Beauvue          |
| 13 | Argentina (bandiera)      | P     | Nereo Champagne          |

| N. |                      | Ruolo | Calciatore          |
| -- | -------------------- | ----- | ------------------- |
| 14 | Spagna (bandiera)    | D     | Raúl García Carnero |
| 15 | Spagna (bandiera)    | D     | Diego Rico          |
| 16 | Argentina (bandiera) | D     | Mauro dos Santos    |
| 17 | Spagna (bandiera)    | C     | Javier Eraso        |
| 18 | Spagna (bandiera)    | A     | José Manuel Naranjo |
| 19 | Argentina (bandiera) | D     | Ezequiel Muñoz      |
| 20 | Spagna (bandiera)    | D     | Joseba Zaldúa       |
| 21 | Spagna (bandiera)    | C     | Rubén Pérez         |
| 22 | Grecia (bandiera)    | D     | Dīmītrios Siovas    |
| 23 | Spagna (bandiera)    | C     | Omar Ramos          |
| 24 | Serbia (bandiera)    | C     | Darko Brašanac      |
| 25 | Spagna (bandiera)    | P     | Jon Ander Serantes  |
| 26 | Spagna (bandiera)    | C     | James Sierra        |
| -  | Spagna (bandiera)    | D     | Dani Gallardo       |

## Statistiche

### Statistiche di squadra
Statistiche aggiornate al 18 maggio 2012.
| Competizione | Punti | In casa | In casa | In casa | In casa | In casa | In casa | In trasferta | In trasferta | In trasferta | In trasferta | In trasferta | In trasferta | Totale | Totale | Totale | Totale | Totale | Totale | DR  |
| Competizione | Punti | G       | V       | N       | P       | Gf      | Gs      | G            | V            | N            | P            | Gf           | Gs           | G      | V      | N      | P      | Gf     | Gs     | DR  |
| ------------ | ----- | ------- | ------- | ------- | ------- | ------- | ------- | ------------ | ------------ | ------------ | ------------ | ------------ | ------------ | ------ | ------ | ------ | ------ | ------ | ------ | --- |
| Liga BBVA    | 43    | 19      | 9       | 4       | 6       | 19      | 19      | 19           | 3            | 3            | 13           | 15           | 32           | 38     | 12     | 7      | 19     | 34     | 51     | -17 |
| Coppa del Re | -     | 4       | 2       | 1       | 1       | 3       | 2       | 4            | 2            | 0            | 2            | 5            | 6            | 8      | 4      | 1      | 5      | 8      | 8      | +0  |
| Totale       | -     | 23      | 11      | 5       | 9       | 24      | 21      | 23           | 5            | 3            | 15           | 20           | 38           | 46     | 16     | 8      | 22     | 42     | 59     | -17 |